# 안경돌고래

## 
안경돌고래(Phocoena dioptrica)는 쇠돌고래과에 속하는 희귀 돌고래의 일종이다. 이름과 같이, 안경을 쓰고 있는 것처럼 눈 주위에 둥근 원환 문양을 갖고 있기 때문에 다른 고래들과 구별하기 쉽다.

## 같이 보기
- 고래류의 종 목록
- 해양생물학